# Deume
Die Deume (manchmal auch: Deûme, im Oberlauf: Déôme) ist ein Fluss in Frankreich, der in der Region Auvergne-Rhône-Alpes verläuft. Sie entspringt im Regionalen Naturpark Pilat, im Gemeindegebiet von Saint-Sauveur-en-Rue. Der Fluss verläuft anfänglich in nordöstliche, später in südöstliche Richtung. Er durchquert die Stadt Annonay und mündet in deren südlich gelegenen Vororten nach insgesamt rund 29 Kilometern als linker Nebenfluss in die Cance. Auf ihrem Weg durchquert die Deume die Départements Loire und Ardèche.

## Orte am Fluss
- Saint-Sauveur-en-Rue
- Bourg-Argental
- Saint-Marcel-lès-Annonay
- Boulieu-lès-Annonay
- Annonay